# 劉汗
刘汗，原名刘云明，广东省著名男演员、主持人。代表作品包括：《都市笑口组》、《乘龙怪婿》、《七十二家房客》。

## 生平
大学主修播音系的刘汗，毕业后进入原南方电视台，担任主持人。2003年被《都市笑口组》剧组发掘，成为该劇的主角之一，并累积不少人气。其后更参与南方电视台的重头劇《乘龙怪婿》、《七十二家房客》。

## 演出作品

### 電視劇
- 都市笑口组 飾 刘汗
- 乘龙怪婿系列 飾 西门口
- 影像生活 饰 刘汗
- 七十二家房客 飾 刘定坚

### 主持
- 亚运冲锋号
- 我爱返寻味
- 食指大动
- 霓裳丽影